# Hiéroglyphe égyptien L3
Pour les articles homonymes, voir Mouche (homonymie).
Le hiéroglyphe égyptien L3 (mouche) est classifiée dans la section L «  Invertébrés et petits animaux » de la liste de Gardiner ; cet hiéroglyphe y est noté L3.

## Représentation
Il représente une mouche. 

## Utilisation
| a · f · f | L3 |

| a · f · f | L3 |